# Punta Salas
Salas är en udde i Antarktis. Den ligger i Västantarktis. Argentina, Chile och Storbritannien gör anspråk på området.
Terrängen inåt land är lite bergig. Trakten är obefolkad. Det finns inga samhällen i närheten.